# Triphosa millierata
Triphosa millierata là một loài bướm đêm trong họ Geometridae.